# Näckrosen (skulptur)

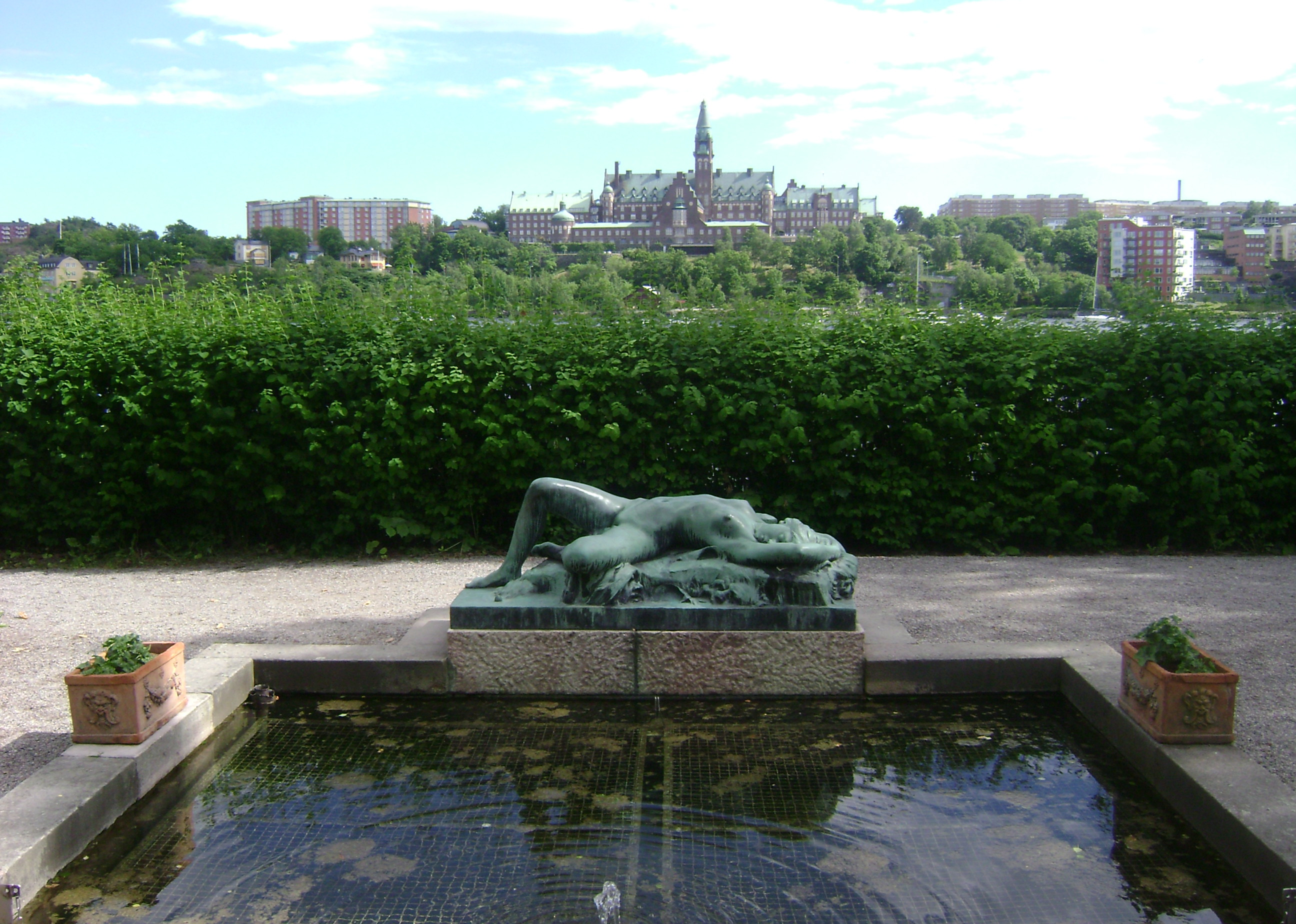
Näckrosen gjuten i brons, Prins Eugens Waldemarsudde.

Näckrosen är en skulptur av en liggande kvinnofigur ursprungligen utförd i gips av Per Hasselberg 1892.
Näckrosen avbildar en ung kvinna som ligger utsträckt på ett stort näckrosblad i vattnet, omgiven av ytterligare näckrosor. I vattnet kan ses gubbhuvuden, symboliserande vattenväsen som exempelvis Näcken. På baksidan finns en trädstubbe som håller en kedja med ett stort hänglås antydande att det stora näckrosbladet hade satts på kedjan.
Skulpturen ställdes bland annat ut på Världsutställningen i Chicago 1893.
Modellen till skulpturen var Signe Larsson (född 16 februari 1877), med vilken Hasselberg 1893 fick dottern Julia.

## Exemplar (urval)
- Terrakotta, skiss (höjd 11 cm), Göteborgs konstmuseum.
- Gips, 1892, (60 x 161 x 70 cm), Göteborgs konstmuseum.
- Gjuten i brons cirka 1890 (höjd 11 cm), Prins Eugens Waldemarsudde (W 263).
- Skulptur i gips (höjd 59 cm) i Konstakademiens skulpturmagasin.[2]
- Huggen i marmor 1894 (höjd 24 cm), Prins Eugens Waldemarsudde (W 266).
- Huggen i marmor 1896[3] (höjd 49 cm) av Christian Eriksson efter konstnärens död 1894 för Göteborgs konstmuseum.[4][5]
- Gjuten i brons 1912 (höjd 49 cm) på Otto Meyers konst-, metall- och zinkgjuteri, Prins Eugens Waldemarsudde (W 269).[6]
- Huggen i marmor 1953 av Giovanni Ardini, Rottneros Park.[7][3]

## Bilder

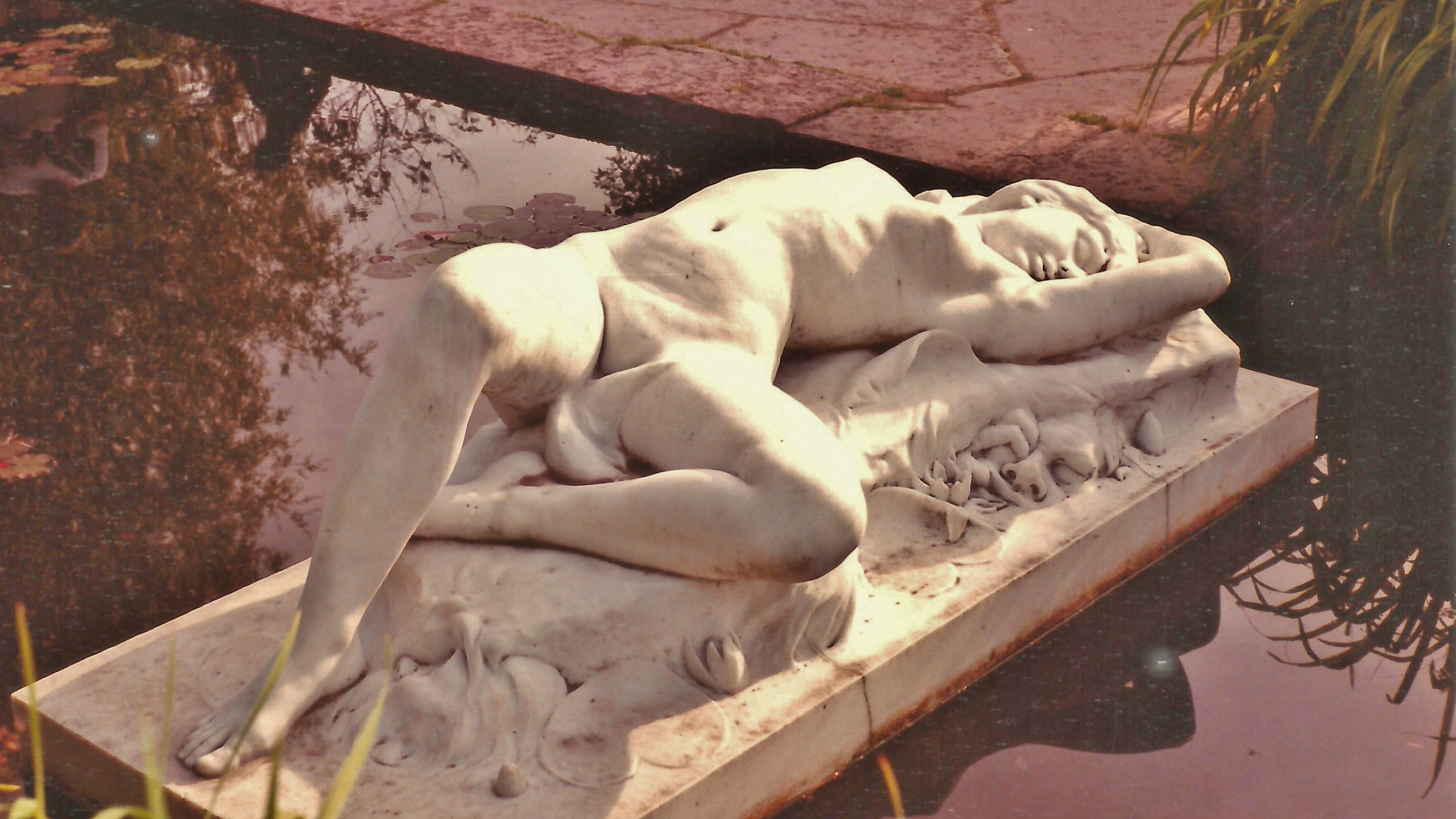
Näckrosen huggen i marmor 1953 av Giovanni Ardini, Rottneros Park
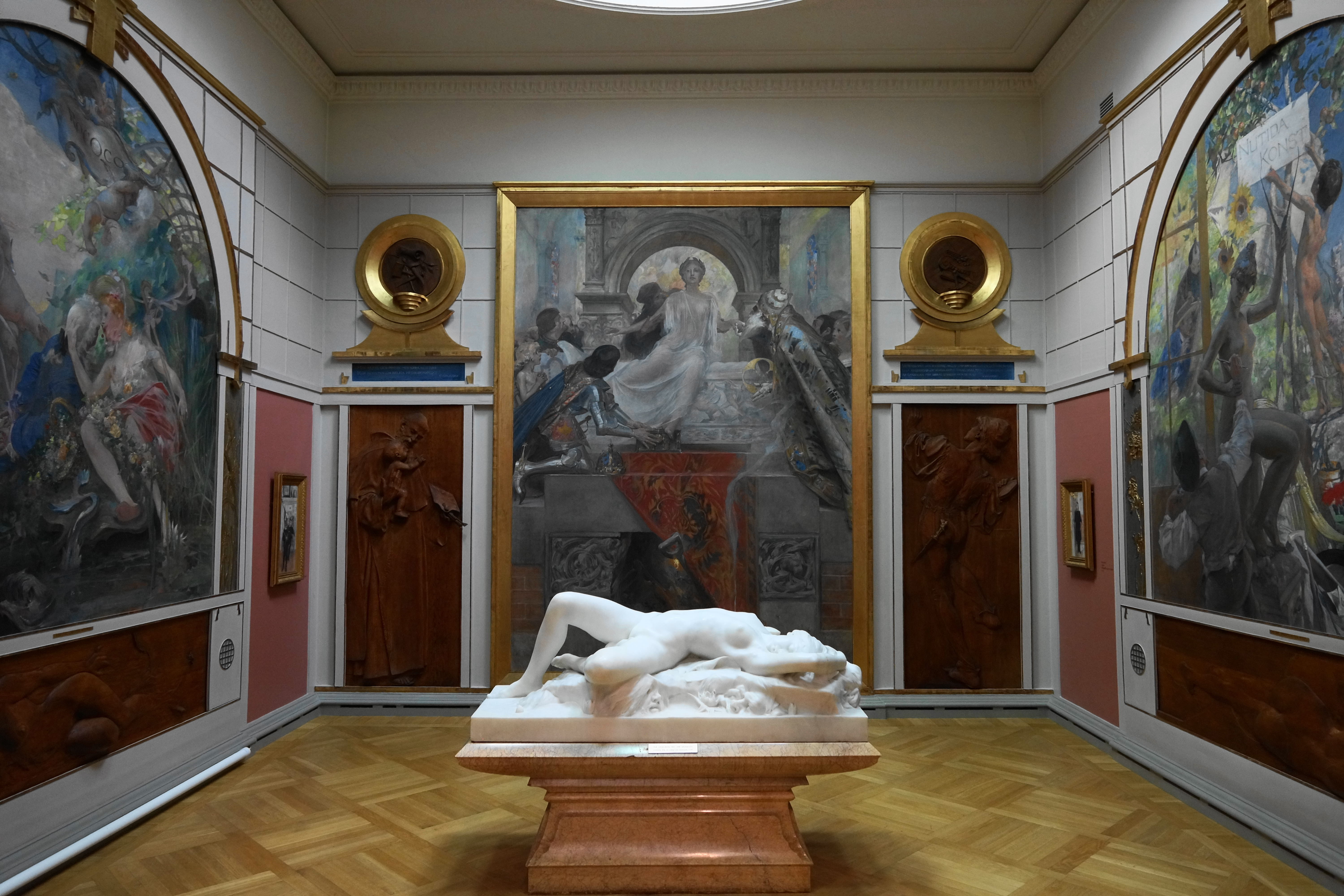
Näckrosen i marmor, Göteborgs konstmuseum.
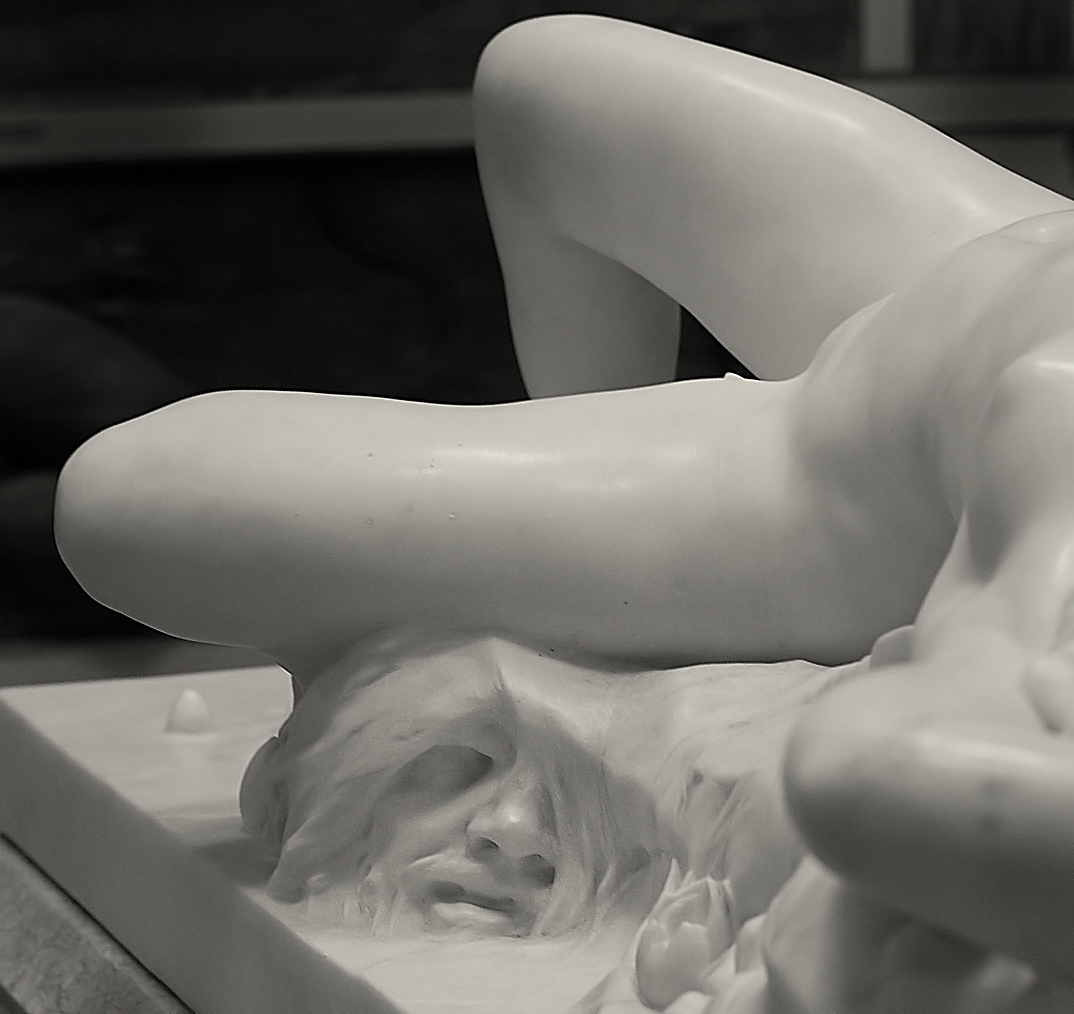
Näckrosen, detalj, Göteborgs konstmuseum.
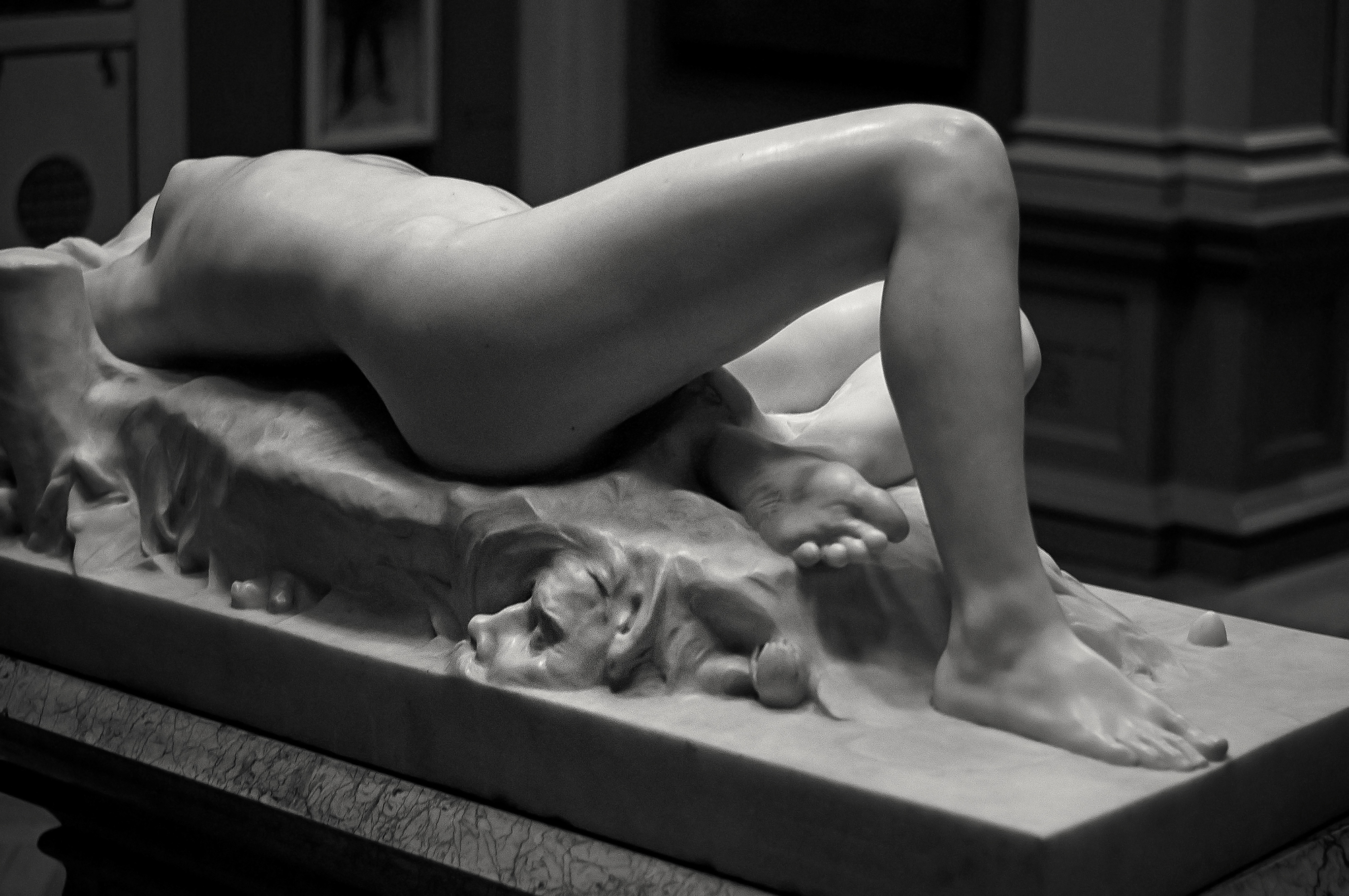
Näckrosen, detalj, Göteborgs konstmuseum.
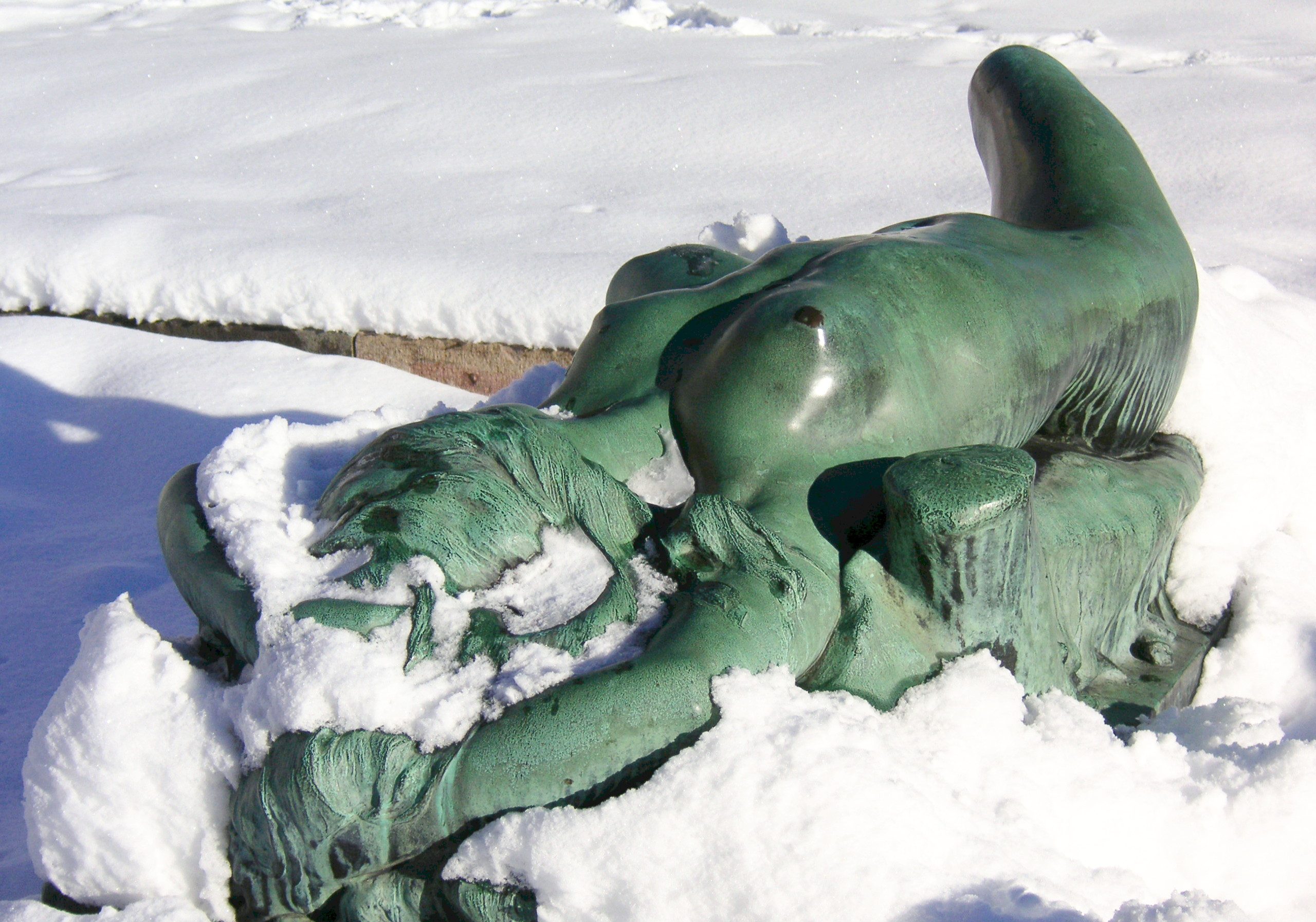
Näckrosen gjuten i brons, Waldemarsudde, Stockholm.